# Repubblica Democratica del Congo
La Repubblica Democratica del Congo (noto anche come Congo-Kinshasa) è uno Stato dell'Africa centrale.
Il nord del Paese è una delle più grandi aree di foresta equatoriale al mondo; la zona orientale costeggia il grande rift est-africano, area di montagne, di colline, di grandi laghi, ma anche di vulcani. Il Sud e la zona centrale, area di savana alberata, forma un altopiano ricco di minerali. Nella parte estrema a ovest, in una quarantina di chilometri a nord della foce del fiume Congo si sviluppa la costa sull'oceano Atlantico.
È il paese francofono più popoloso al mondo, avendo una popolazione stimata di più di 112 milioni di abitanti. Varie centinaia di diverse etnie nere africane formano la popolazione del Paese. La sua economia è principalmente del settore primario (agricoltura ed estrazione mineraria). Il Paese possiede immense risorse naturali. Il francese è la lingua ufficiale e quattro lingue bantu (kikongo ya leta, lingala, tshiluba, swahili) sono riconosciute come lingue nazionali.
Dal 1908 al 1960 questa antica colonia è stata chiamata «Congo belga», come anche «Congo-Léopoldville» dal nome della sua capitale (Léopoldville fino al 1966, data del cambio di denominazione della capitale in Kinshasa). Dal 1971 al 1997 è stata ufficialmente nota con il nome di Zaire.

## Storia

### Il Regno del Congo
L'area che porta oggi il nome di Repubblica Democratica del Congo è popolata da circa 80 000 anni. Lo dimostra il ritrovamento nel 1988, a Katanda, di arpioni Semliki, alcuni dei più antichi arpioni spinati mai trovati. Si ritiene fossero utilizzati per la cattura del pesce gatto gigante.
Tra il VII e l'VIII secolo vi si insediarono tribù bantu provenienti dall'attuale Nigeria. Queste popolazioni diedero luogo a un certo numero di regni che, nel XIV secolo, furono unificati nel potente Regno del Congo. Al suo momento di massima espansione controllava un territorio che si estendeva dall'oceano Atlantico a ovest fino al fiume Kwango a est, e dal fiume Congo a nord fino al fiume Kwanza a sud.
Nel XV secolo i Portoghesi entrarono in contatto con il Regno del Congo. Un esploratore veneziano al servizio del Portogallo, Alvise Cadamosto, tracciò nel XV secolo una prima mappa della regione che fu poi esplorata in modo sistematico e cartografata dall'inglese Henry Morton Stanley il quale risalì l'intero tracciato del fiume Congo. Restò indipendente invece l'altro regno che sorgeva nella parte centromeridionale dell'odierna Repubblica Democratica del Congo: il Regno di Lunda.
Il Regno del Congo passò a tempi alterni dalla sfera di influenza del Portogallo a quella dei Paesi Bassi. La fine del Regno fu formalizzata dalla Conferenza di Berlino del 1884-1885, in cui la regione, insieme alla parte settentrionale del Regno di Lunda, venne assegnata al re dei Belgi Leopoldo II.

### Lo Stato Libero del Congo (1885-1908)
Leopoldo II del Belgio fece del paese una sua proprietà personale e gli diede il nome di Stato Libero del Congo, assumendo per sé il titolo di Sovrano del Congo. La popolazione indigena venne impiegata soprattutto nella raccolta di caucciù. Questa produzione fece la fortuna di Leopoldo che, in onore del Congo, fece costruire molti edifici a Bruxelles e a Ostenda.
L'attività di raccolta della gomma si svolgeva tramite il più spietato sfruttamento della manodopera indigena, basato su un regime di terrore e di violenza indiscriminata che si avvaleva anche di truppe mercenarie al servizio del sovrano. La mortalità e i crimini raggiunsero livelli altissimi in quel periodo. Sorsero così voci di protesta: in particolare, l'Associazione per la riforma del Congo (CRA), fondata nel 1904 dal giornalista del Regno Unito E.D. Morel, diede vita a un grande movimento di opinione. Questo coinvolse migliaia di persone sia in Europa sia negli Stati Uniti d'America, a cui si unirono anche personalità come Mark Twain, Sir Arthur Conan Doyle e il diplomatico britannico Roger Casement, che in un rapporto aveva condannato i metodi praticati in Congo. La struttura governativa dello Stato Libero appariva decisamente inadeguata alle dimensioni del Paese, ormai fuori controllo, sicché nel 1908 Leopoldo II inserì il Congo nel novero delle colonie belghe, rinunciando a un impraticabile possesso privato.Tra fine Ottocento e inizio Novecento dieci milioni di persone furono uccise nello "Stato libero del Congo", allora proprietà privata del re belga Leopoldo II. Lo scrittore Arthur Conan Doyle fu tra i primi a denunciare l’orrore.

### Il Congo belga (1908-1960)
Il Congo belga divenne così una colonia vera e propria. Questo diede origine a un forte afflusso di coloni dall'Europa, che si insediarono principalmente sulla costa. Nel 1924 la Società delle Nazioni affidò al Belgio come mandato il Ruanda-Urundi che venne annesso al Congo e ne divenne la settima provincia.
Lo Stato belga si occupò in prima istanza di applicare politiche d'intervento per la costruzione di aeroporti, ferrovie, strade. La vastità del territorio del bacino del fiume Congo da controllare portò a decentralizzare le strutture amministrative. Alcuni esponenti delle innumerevoli etnie congolesi, tra cui Simon Kimbangu, si opposero all'attività della potenza coloniale belga, mentre altri gruppi restarono molto fedeli agli europei.
Con l'avvento delle indipendenze africane causato dall'impossibilità delle potenze europee di mantenere costosissimi imperi coloniali, la situazione degenerò e le lotte interne si moltiplicarono. Il Belgio non aveva più la capacità di gestire direttamente un territorio così vasto e complesso.

### L'indipendenza (1960) e la crisi del Congo (1961-65)
Governo nazionale (Léopoldville)
     Governo rivale (Stanleyville)
     Sud-Kasai (Bakwanga)
     Katanga (Elisabethville)

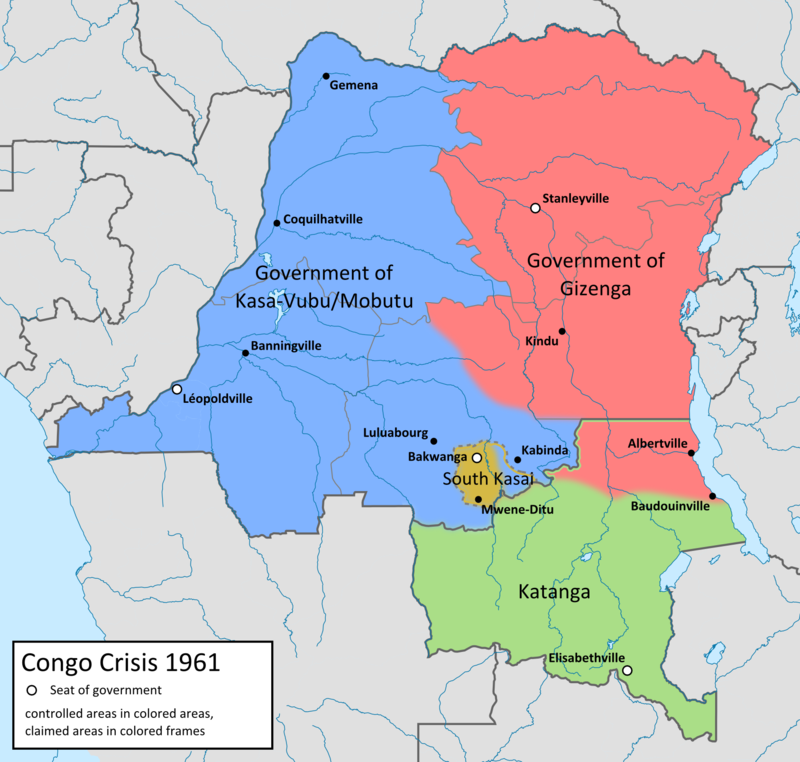
Controllo territoriale durante la Crisi del Congo (1960-61):
Governo nazionale (Léopoldville)
Governo rivale (Stanleyville)
Sud-Kasai (Bakwanga)
Katanga (Elisabethville)

Nel 1959, dopo aver lasciato il paese per sottrarsi alla prigione, Patrice Émery Lumumba, uno dei protagonisti della lotta per l'indipendenza del Paese, decise di partecipare alla Conferenza di Bruxelles sul Congo (20 gennaio - 20 febbraio 1960), riuscendo a imporsi come uno dei protagonisti di primo piano.
Temendo una guerra d'indipendenza come quella che ancora infiammava l'Algeria, il governo decise di ritirarsi, concedendo l'indipendenza al Congo il 30 giugno 1960. Lumumba divenne primo ministro. Inizialmente egli valutò la possibilità di trasformare il Congo in uno Stato federale, coerentemente con la complessità demografica ed etnica del territorio, ma questa ipotesi venne poi accantonata per difficoltà di carattere politico-militare.
Nel frattempo l'esercito, al cui comando erano rimasti ufficiali belgi, si fece talmente caotico che buona parte del personale di alto grado preferì ritirarsi, svuotando l'impalcatura amministrativa dell'esercito, sempre più in mano a caporioni locali. Negli stessi anni spinte autonomistiche si manifestavano nel bacino minerario della provincia di Katanga, represse nel sangue dal governo indipendentista. L'11 luglio 1960 lo Stato del Katanga si proclamò indipendente.
Il governo belga inviò le proprie truppe per proteggere i connazionali che rientravano, proprio mentre Lumumba si rivolgeva all'ONU, che inviò truppe con la missione ONUC. La questione si inserì nel gioco della guerra fredda e gli Stati Uniti d'America, con le proprie multinazionali economiche, e l'URSS, con le proprie multinazionali politiche, tentarono di lusingare il Congo. Lumumba appariva più orientato verso l'allineamento con l'Unione Sovietica, ma l'ingovernabilità del Congo fece sì che l'esercito prendesse il sopravvento. Emerse il colonnello Mobutu, che fece arrestare e condannare a morte Lumumba. Questi riuscì in un primo tempo a fuggire, ma, nuovamente catturato, fu infine giustiziato nel gennaio 1961.
Mobutu restituì il potere nelle mani di Kasavubu e, nel gennaio 1962 pose fine all'effimera Repubblica libera del Congo. Dopo un periodo di transizione durante il quale il Paese aveva visto un primo dispiegamento di truppe delle Nazioni Unite (la missione MONUC) che nel gennaio 1963 aveva rioccupato il Katanga, nel luglio del 1964 Kasavubu costituì un governo di unità nazionale. A Moise Ciombe (o Tshombé), che in passato era stato il leader della secessione del Katanga, venne affidato il compito di guidare il governo.
Tra Tshombe e Kasavubu si aprì una lotta politica per la leadership del Paese, che portò a una sostanziale inattività sia sul fronte economico sia su quello del controllo interno. L'amministrazione Johnson divenne nuovamente preoccupata dai disordini che, oltre a poter sfociare in una nuova crisi internazionale - in concomitanza con l'escalation in Vietnam - assolutamente da evitare, avrebbe potuto aprire le porte a una infiltrazione sovietica. Per questo motivo il governo statunitense decise di rivolgersi nuovamente a Mobutu, che il 25 novembre 1965 spodestò Kasavubu.

### L'era Mobutu (1965-1997)
Mobutu Sese Seko, già capo di stato maggiore dell'esercito nel 1961, raggiunse in breve tempo il potere assoluto. Nel 1965 destituì Joseph Kasa-Vubu, capo di Stato ormai privo d'ogni potere, inaugurando un regime lunghissimo e caratterizzato da un forte culto della personalità e da ambizioni notevoli in politica estera. Già nel 1965, con l'esecuzione di cinque ministri del suo governo accusati di alto tradimento (eseguita nello stadio di Kinshasa/Leopoldville e trasformata in un macabro spettacolo), Mobutu mostrò il suo modo di intendere le cose: ogni atto governativo o giudiziario deve essere presentato al popolo come dimostrazione di potenza dello Stato. Intanto per l'ottobre del 1965 anche la rivolta dei Simba poté dirsi domata e il Paese unificato.
Assunto il titolo ufficiale di Maresciallo-Presidente, con poteri assoluti, Mobutu organizzò un proprio partito unico, il Movimento Popolare della Rivoluzione (MPR), con il compito di dare un nuovo volto culturale al Paese, basato sulla tradizione e sulle consuetudini locali.

#### Lo Zaire (1971-1996)
Nel 1971 lo Stato venne ribattezzato "Zaire", riprendendo antiche toponomastiche. Nello stesso periodo il lago Alberto venne ribattezzato "lago Mobutu Sese Seko". Il cristianesimo fu fortemente avversato dallo Stato, a vantaggio del tradizionale animismo.
Mobutu impose a tutti gli zairesi di assumere un nome tradizionale tribale: egli stesso si rinominò Mobutu Sese Seko Kuku Ngbendu Wa Zabanga ("Mobutu il guerriero che va di vittoria in vittoria senza che alcuno possa fermarlo"). Nel frattempo il governo divenne ancora più nettamente autoritario, e nel 1969 una rivolta studentesca fu repressa nel sangue.
In politica estera Mobutu strinse relazioni particolarmente buone con la Romania di Nicolae Ceaușescu, suo amico personale, ma riuscì anche ad accattivarsi la simpatia degli Stati Uniti. Amante degli eventi grandiosi, il 30 ottobre 1974 organizzò a Kinshasa il più famoso incontro della storia del pugilato, il "Rumble in the Jungle" in cui si sfidarono Muhammad Ali e George Foreman. Negli anni ottanta Mobutu divenne alleato della Francia. Con la fine della guerra fredda, che Mobutu aveva sfruttato per dare al suo Paese il ruolo di "ago della bilancia" nel continente africano, la crisi politica interna si fece sempre più grave. Nel 1990 Mobutu si rassegnò ad accettare la presenza di un Parlamento multipartitico al proprio fianco e a condividere il potere con il presidente del Parlamento stesso.

#### La prima guerra del Congo (1996-1997)
Ma questo non risolse la crisi, che infine venne decisa dall'attacco di forze ribelli ruandesi e ugandesi coalizzate sotto il comando di Laurent-Désiré Kabila. Nel 1996 le sue forze furono sopraffatte dal nemico e Mobutu, ormai stanco e malato, dovette fuggire in Marocco, dove morì nel 1997.
Nel 1997 il generale Laurent-Désiré Kabila, vittorioso nella guerra civile, si proclamò Presidente assoluto, governando per decreti e instaurando al potere il proprio clan in sostituzione di quello del suo rivale ormai defunto. Kabila ridiede allo Zaire il nome di Congo, riprendendo la vecchia bandiera dello Stato Libero, con qualche lieve modifica.

### La seconda guerra del Congo (1998-2003)

Le linee del fronte nel 2003

Nel 1998 ribelli Tutsi, organizzati in gruppi armati, iniziarono una dura lotta contro le fazioni fedeli al presidente Kabila, spalleggiato dagli eserciti di Angola, Namibia e Zimbabwe. Una "guerra mondiale africana", come è stata definita, che vide combattersi sul territorio congolese gli eserciti regolari di ben sei Paesi per il controllo dei ricchi giacimenti di diamanti, oro e coltan del Congo orientale. Il Congo si è così ritrovato diviso in una parte orientale controllata dai ribelli e una occidentale ancora in mano alle truppe di Kabila. Almeno 350 000 furono le vittime dirette di questo conflitto, 2 milioni e mezzo contando anche i morti per carestie e malattie causate dal conflitto.
Nel 2001 Kabila fu assassinato da una guardia del corpo. Gli successe il figlio trentenne Joseph Kabila.

### La ricostruzione e il conflitto del Kivu
Dal 2004 al 2008 si aprì una grave crisi tra il governo e i ribelli di Laurent Nkunda nel Kivu Nord e nel Sud Kivu. Nonostante un trattato di pace a gennaio, a fine ottobre 2008 il conflitto del Kivu è riscoppiato in tutta la sua intensità, vedendo anche l'intervento del Fronte di Liberazione del Ruanda, di una missione ONU (la MONUC), dei regionali Mai-Mai, e degli eserciti stranieri di Angola e Zimbabwe.
Le prime elezioni multipartitiche in 45 anni, previste per l'aprile 2006, si sono protratte fino a luglio per concludersi con il ballottaggio del 31 ottobre 2006 tra Jean-Pierre Bemba e Joseph Kabila, che si è concluso con la vittoria di Kabila.

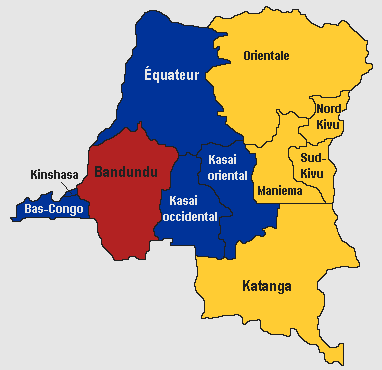
Carta dei risultati delle Elezioni Presidenziali del 2006 (blu: Bemba; rosso: Kabila)

Il 25 novembre 2008 l'Osservatorio per i Diritti Umani HRW accusava il governo di Joseph Kabila di aver soppresso deliberatamente più di 500 oppositori politici dal 2006.

### La situazione politica dagli anni 2000
La Repubblica Democratica del Congo continua a vivere in un clima particolarmente instabile. Se da una parte la zona occidentale del paese, ivi compresa la capitale Kinshasa, non è più teatro di scontri e manifestazioni violente, nelle province del Nord e Sud Kivu persiste la presenza di bande armate, di milizie non governative, di ex militari e di gruppi tribali, i quali effettuano incursioni e razzie con conseguenti massacri di civili.
Nonostante questa situazione nella Repubblica Democratica del Congo la maggior parte delle morti non è provocata dalle violenze del conflitto in corso nel paese africano, ma piuttosto dalla malnutrizione e dagli evitabili disagi dovuti al collasso delle strutture sanitarie. Si calcola che la crisi che affligge la Repubblica Democratica del Congo uccida 38 000 persone ogni mese, 4 000 000 dall'inizio del conflitto.
Dopo un anno di relativa stabilità, nell'autunno del 2008 sono riesplosi gli scontri tra l'esercito regolare (FARDC) e le milizie del CNDP (Congrès National pour la Défense du Peuple) del generale Laurent Nkunda (tutsi filo-ruandesi) e che hanno provocato oltre 250 000 sfollati nel Nord Kivu e nelle province confinanti. Nel gennaio del 2009 le parti in lotta hanno improvvisamente trovato un accordo, anche a causa della sostituzione di Laurent Nkunda con il suo luogotenente Bosco Ntaganda, in seguito al quale è scattata un'operazione congiunta FARDC/CNDP/Esercito Rwandese contro il FPLR (fuoriusciti hutu) nei pressi del Lago Edoardo (Nord Kivu).
Nonostante il fragile accordo la situazione resta comunque molto tesa, sia a causa del protrarsi delle operazioni militari, sia perché gli avvenimenti degli ultimi mesi hanno dimostrato l'incapacità delle FARDC (e della MONUC) di mantenere l'ordine nell'Est del Paese, incoraggiando diversi raggruppamenti minori a riprendere la lotta armata contro il governo centrale. Nel distretto dell'Haut Uélé è ripresa (novembre 2008) l'attività dei ribelli ugandesi del LRA, che hanno attaccato diversi centri urbani di medie dimensioni (Dungu, Doruma, Faradje) provocando l'esodo di circa 100 000 sfollati. Anche in questo caso è scattata un'operazione congiunta FARDC/UPDF (l'esercito ugandese) contro i ribelli, conclusasi il 14 marzo 2009 senza risultati concreti per la sicurezza della regione (si segnalano infatti nuovi attacchi del LRA). La MONUC, che dispiega in RDC circa 17 000 effettivi, è rimasta tagliata fuori sia dalla gestione della crisi sia dalle operazioni anti-guerriglia che sono state organizzate a inizio 2009. È in corso un riposizionamento di alcuni reparti dall'Ituri e da altre regioni ritenute relativamente tranquille verso il Kivu e l'Haut Uélé.
Le elezioni presidenziali del 28 novembre 2011, svoltesi in un clima di grande tensione e con forti ombre sulla loro regolarità, hanno visto la vittoria di Joseph Kabila. Il Presidente uscente si è imposto con il 48,95% dei voti contro il 32,33% ottenuto da Étienne Tshisekedi. Il mandato del presidente Kabila è scaduto nel 2016, tuttavia le elezioni sono state rimandate fino al 30 dicembre 2018. Esse sono state vinte da Felix Tshisekedi, figlio dello storico leader dell'UDPS.

### Tentato colpo di Stato del 2024
Nel maggio 2024 avviene un tentativo di colpo di stato da parte del leader congolese Christian Malanga; l'attacco avvenne nei pressi del palazzo del ministro congolese Vital Kamerhe.
Secondo alcune fonti al colpo di Stato aveva partecipato un gruppo di presunti cittadini statunitensi in divise militari.

## Geografia

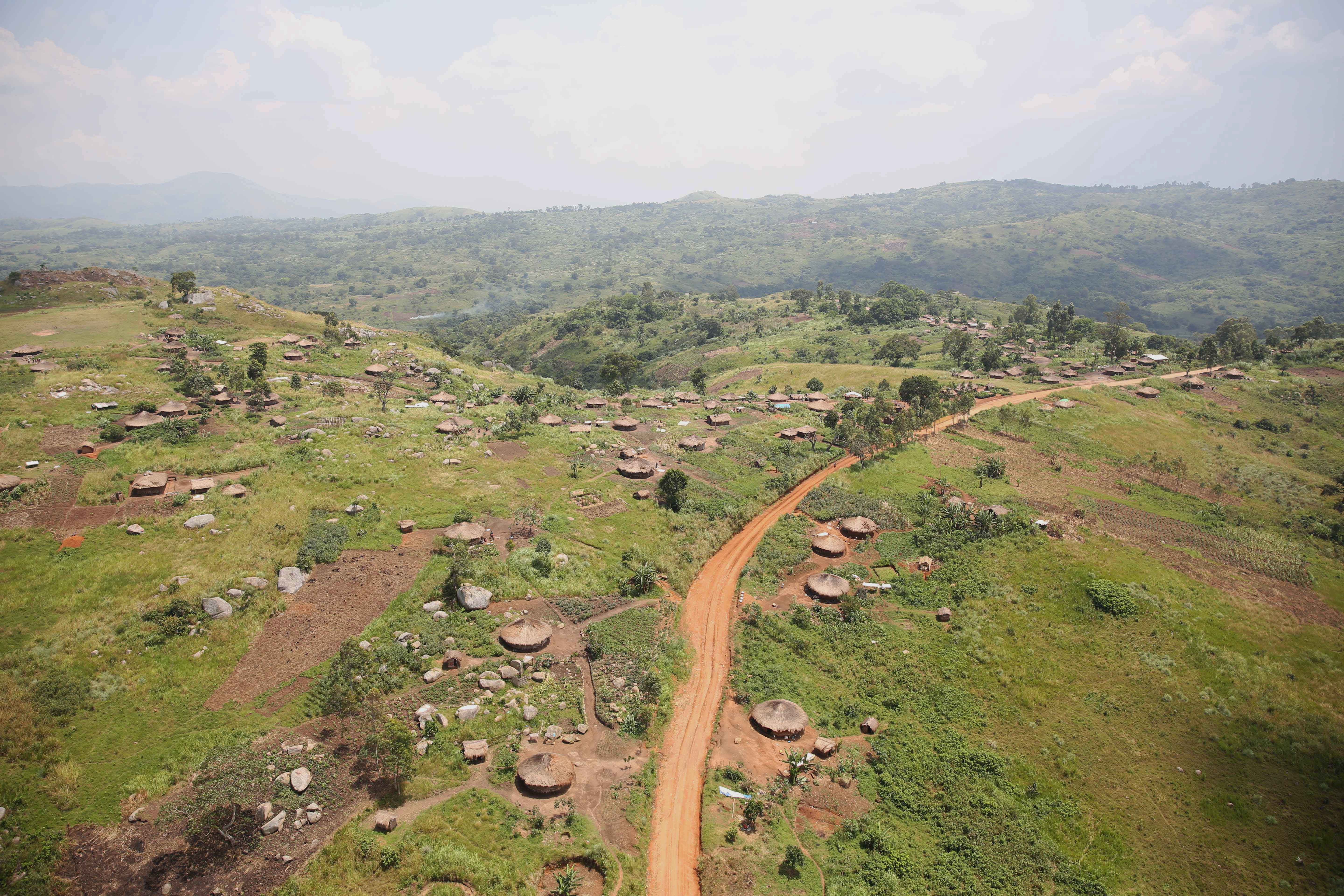
Provincia del Kivu Nord

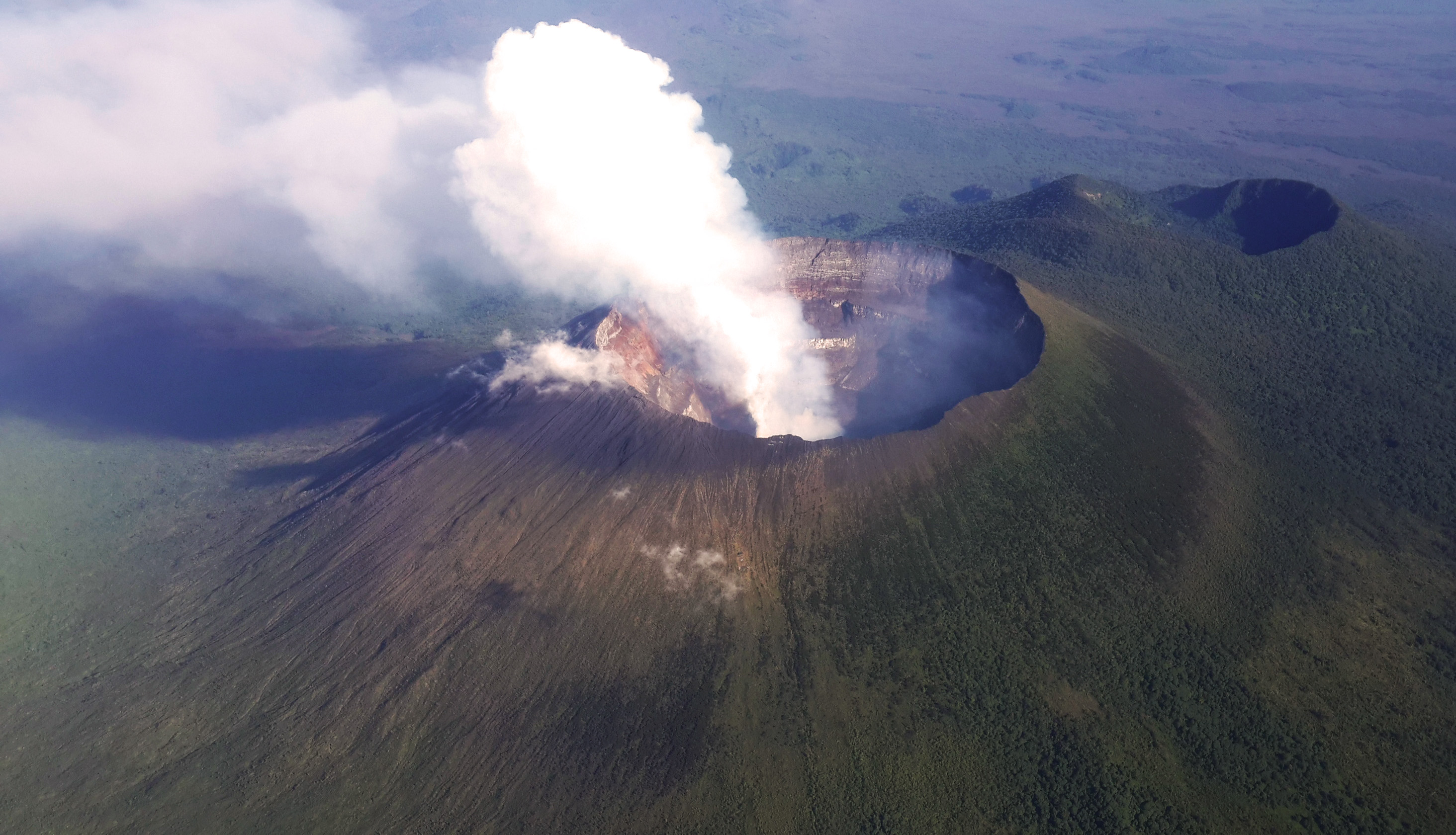
Il vulcano Nyiragongo

La Repubblica Democratica del Congo presenta un territorio ampiamente pianeggiante, con vaste pianure e paludi, grazie al bacino del fiume Congo che tiene alta l'umidità; le zone montuose non sono molto elevate, a eccezione del monte Ruwenzori (5 109 m), e su tutta la catena montuosa presente a est. Nel Sud-est si trovano i monti Mitumba, con altezze non molto elevate. Si affaccia sull'oceano Atlantico per un breve tratto e solo tre cittadine si affacciano sul mare (Banana, Muanda, Nisi mfumu).

### Idrografia
Il fiume Congo (chiamato anche Zaire) nasce circa nel punto di incontro tra la catena dei monti Mitumba e quella dei Rilievi Meridionali. Prima si dirige per oltre 1 000 km verso nord; poi devia verso ovest con un'ampia curva e attraversa un tratto pianeggiante, dove la corrente rallenta e le sponde diventano paludose; nel terzo tratto si dirige in direzione sud-ovest verso l'oceano e riceve le acque di grandi affluenti. In questo tratto terminale bagna due capitali, Kinshasa (la capitale della Repubblica Democratica del Congo) e Brazzaville (la capitale della Repubblica del Congo), scende di quota con le cascate Livingstone e sfocia con un lungo estuario nell'Atlantico.

### Clima
Fatta eccezione per la zona degli altopiani, il clima del paese è caldo-umido, con temperature medie di circa 27 °C nella depressione centrale e punte estreme in febbraio, il mese più caldo in assoluto; sopra i 1 500 m la media scende a 19 °C. Le precipitazioni raggiungono una media annua di 1 520 mm al Nord e 1 270 mm al Sud, con frequenze abbondanti, tra aprile e novembre, a nord dell'equatore e, tra ottobre e maggio, a sud.

## Popolazione

### Demografia

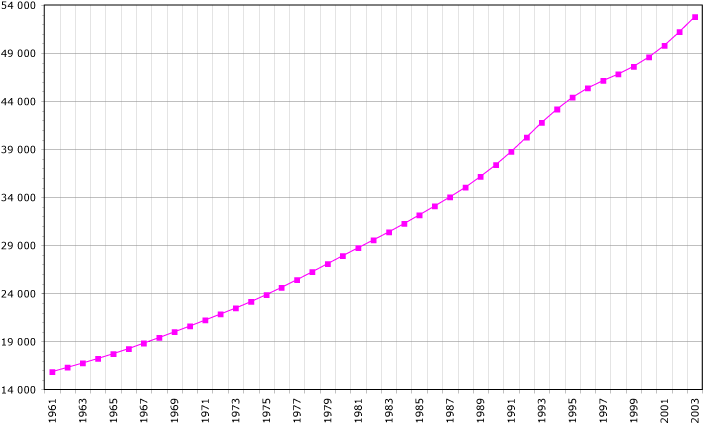
Popolazione della DRC in migliaia di abitanti

La popolazione è quintuplicata nell'ultimo mezzo secolo, passando dai 16,5 milioni del 1960 agli oltre 95 milioni attuali. Nel 2025 gli abitanti della Repubblica congolese ammonteranno, secondo le proiezioni dell'US Census Bureau, a 100 milioni.

### Etnie

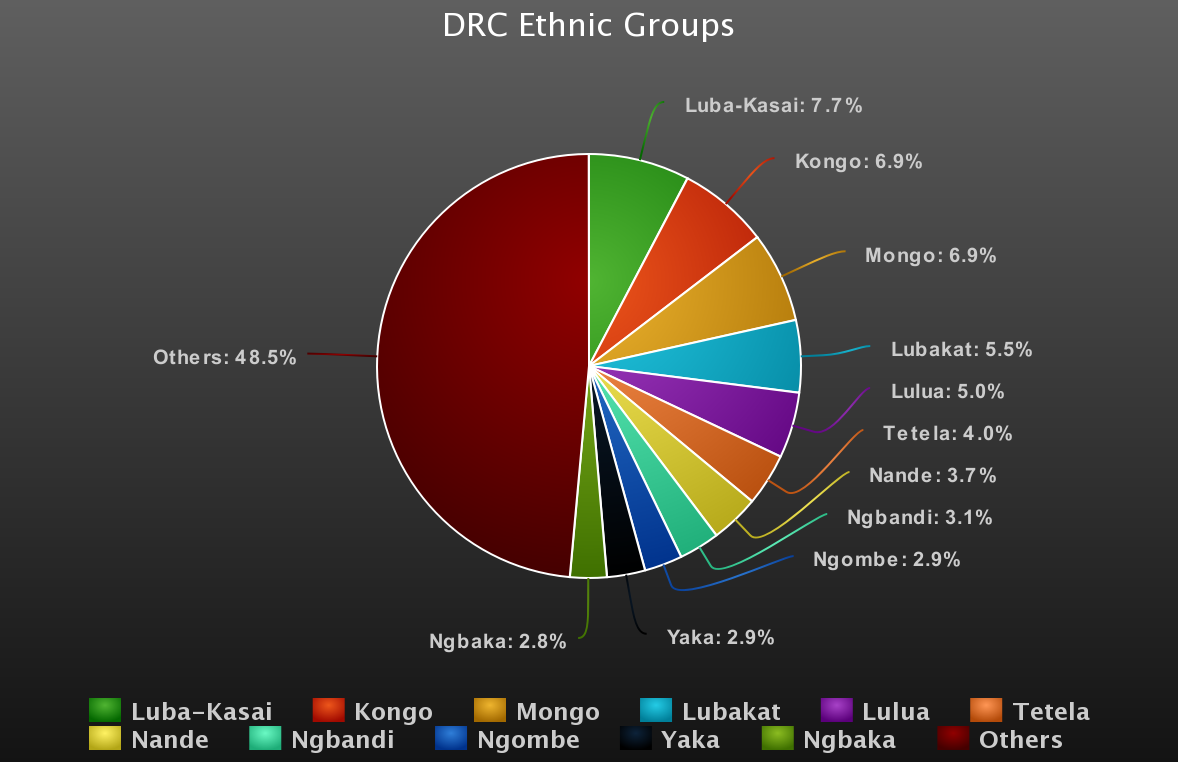
Principali gruppi etnici del Paese

Si contano circa 250 gruppi etnici riconosciuti, la maggior parte di ceppo bantu, nessuno dei quali costituisce una maggioranza significativa nel paese. Tra i gruppi numericamente più rilevanti vi sono i Luba, i Kongo e i Mongo.

### Lingue

Maggioranza di lingue Bantu nel Congo

La lingua ufficiale del Congo è il francese. Essa è usata come lingua etnicamente neutrale e come lingua franca di comunicazione tra i differenti gruppi etnici del paese. Secondo un sondaggio commissionato nel 2014 dall'OIF, 33 milioni di congolesi (il 47% della popolazione) erano in grado di leggere e scrivere in francese. A Kinshasa il 67% della popolazione era in grado di leggere e scrivere in francese e il 68,5% di parlarlo e capirlo. Si stima che le lingue parlate nella Repubblica Democratica del Congo siano in totale 242. Di queste, soltanto quattro hanno lo status di lingue nazionali sin dai tempi dello Stato Libero: kikongo ya leta (conosciuto anche come kituba, una lingua creola basata sul kikongo), lingala, tshiluba e swahili. Tra le altre lingue parlate nel territorio nazionale vi è il barambu con le cosiddette varianti abarambo, amiangba, amiangbwa, balambu, barambo, duga.
Il lingala è stato dichiarato lingua ufficiale dell'esercito sotto Mobutu, ma dalle ribellioni dell'esercito nell'Ovest si usa anche lo swahili. Inoltre sono parlate le seguenti lingue: bantu pagibete (dialetto del Bwa), kango parlato nel distretto di Bas-Uélé, bango (all'interno della famiglia bantu, potrebbe essere sia un dialetto della lingua buzda sia parte della ramificazione linguistica Bwa), Ngelima (formata da quattro dialetti tra loro significativamente differenti: Beu, Buru o Boro, Tungu, Hanga). Queste lingue appartengono alla famiglia Bati-Angba -chiamate anche Bwa-, che a loro volta sono un clado delle lingue bantu collocate nella zona C40 della classificazione di Guthrie, ma che potrebbero appartenere anche alle lingue Komo-Bira: tale possibile appartenenza a due classi geografiche ha indotto a proporre l'esistenza di una nuova famiglia linguistica intermedia, chiamata famiglia delle "lingue boan".

### Religioni
L'86% della popolazione è di religione cristiana (41% cattolici, 31,6% protestanti e 13,4% altri cristiani tra i quali spicca per importanza particolare il Kimbanguismo). Nell'Africa centro-orientale, il Congo è il Paese con la più significativa presenza della Chiesa cristiana avventista del settimo giorno, con 626 chiese con circa 328 000 membri adulti battezzati. L'area geografica dell'Africa centro-orientale presenta 805 scuole elementari, 303 scuole superiori, 6 college e università. Il 10,7% dei congolesi è legato a credenze tradizionali (religioni animiste). Il restante 3,3% degli abitanti è musulmano (1,4%) o crede in altre religioni minori.

## Ordinamento dello Stato

### Suddivisione amministrativa

Province del nuovo ordinamento

La Repubblica Democratica del Congo è suddivisa in province (prima del 1998: regioni). Le province (fatta eccezione per quelle costituite da solo territorio urbano, come Kinshasa) sono suddivise in distretti (districts) che a loro volta costituiti da territori (territoires). Vi sono inoltre le città (villes), entità indipendenti dai distretti, che possono essere ulteriormente suddivise in comuni (communes).
L'articolo 2 della nuova costituzione, approvata con il referendum del 2005 ed entrata in vigore nel febbraio del 2006, prevede una nuova suddivisione del Paese in 25 province, a cui si aggiunge la città/provincia di Kinshasa (articolo 2). La nuova suddivisione amministrativa è in vigore dal febbraio 2009, anche se rimane ancora sulla carta.

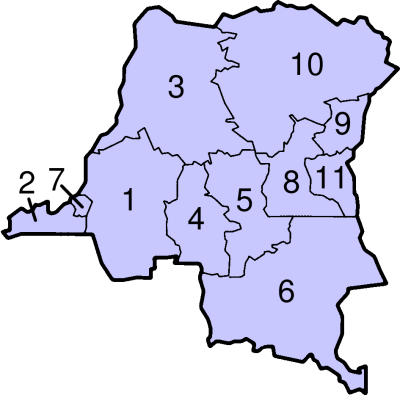
Province fino al 2009

L'ordinamento fino al 2009 prevedeva una suddivisione in 11 province:
| N° su mappa | Provincia         | Nome ufficiale   | Popolazione | Area (km²) | Capoluogo  |
| ----------- | ----------------- | ---------------- | ----------- | ---------- | ---------- |
| 1           | Bandundu          | Bandundu         | 5 201 000   | 295 658    | Bandundu   |
| 2           | Basso Congo       | Bas-Congo        | 2 835 000   | 53 920     | Matadi     |
| 3           | Equatore          | Équateur         | 4 820 000   | 403 292    | Mbandaka   |
| 4           | Kasai Occidentale | Kasai-Occidental | 3 337 000   | 154 742    | Kananga    |
| 5           | Kasai Orientale   | Kasai-Oriental   | 3 830 000   | 170 302    | Mbuji-Mayi |
| 6           | Katanga           | Katanga          | 4 125 000   | 496 877    | Lubumbashi |
| 7           | Kinshasa          | Kinshasa         | 7 500 000   | 9 965      | Kinshasa   |
| 8           | Maniema           | Maniema          | 1 246 787   | 132 250    | Kindu      |
| 9           | Kivu Nord         | Nord-Kivu        | 3 564 434   | 59 483     | Goma       |
| 10          | Orientale         | Oriental         | 5 566 000   | 503 239    | Kisangani  |
| 11          | Kivu Sud          | Sud-Kivu         | 2 837 779   | 65 070     | Bukavu     |

### Città principali

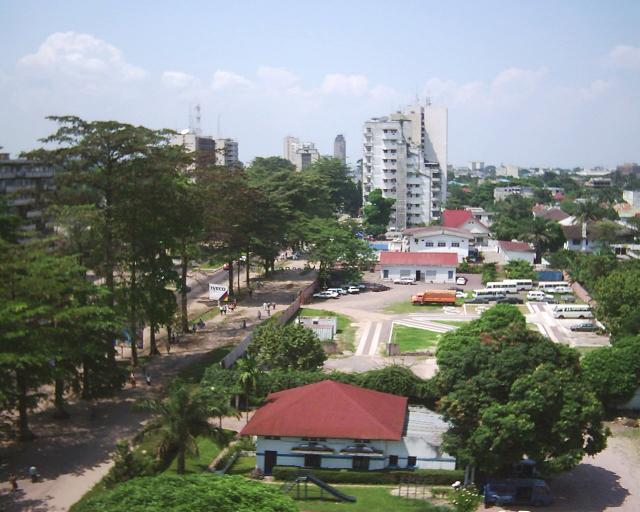
Kinshasa nel 2003

- Baraka
- Bandundu (Banningville)
- Beni
- Boma
- Bukama
- Bukavu (Costermansville)
- Bumba
- Bunia
- Butembo
- Djokupunda (Charlesvilles)
- Gemena
- Goma
- Ilebo (Port-Francqui)
- Isiro (Paulis)
- Kabinda
- Kalemie (Albertville)
- Kamina
- Kananga (Luluabourg)
- Kikwit
- Kindu
- Kinshasa (Léopoldville)
- Kipushi
- Kisangani (Stanleyville)
- Kisantu (Inkisi)
- Kolwezi
- Likasi (Jadotville)
- Lisala
- Lubumbashi (Élisabethville)
- Lukutu (Élisabetha)
- Lusanga (Leverville)
- Matadi
- Mbandaka (Coquilhatville)
- Mbanza-Ngungu (Thysville)
- Moanda (Muanda)
- Moba (Baudoinville)
- Mobaye-Mbongo (Banzyville)
- Mbuji-Mayi (Bakwanga)
- Mwene-Ditu
- Ngandajika (Gandajika)
- Tshikapa
- Ubundu (Ponthierville)
- Uvira

## Politica

### Politica interna
La nuova costituzione del 2005, oltre alla modifica delle suddivisioni amministrative, prevede l'istituzione di un sistema legislativo bicamerale composto da un Senato e da un'assemblea nazionale. L'esecutivo, interamente di nomina presidenziale, resta composto da 60 membri ed è guidato da un primo ministro.
La costituzione del 2006, nota anche come Costituzione della Terza Repubblica, è entrata in vigore nel febbraio 2006. Tuttavia, aveva autorità concorrente con la costituzione transitoria fino all'inaugurazione dei funzionari eletti emersi dalle elezioni del luglio 2006. Con la nuova costituzione, il legislativo rimase bicamerale; l'esecutivo è stato assunto in concomitanza da un presidente e dal governo, guidato da un primo ministro, nominato dal partito in grado di garantire la maggioranza all'Assemblea nazionale.
Il governo, non il presidente, è responsabile nei confronti del parlamento. La nuova costituzione ha anche concesso nuovi poteri ai governi provinciali, creando parlamenti provinciali che hanno la supervisione del governatore e del capo del governo provinciale, che eleggono. La nuova costituzione ha visto anche la scomparsa della Corte Suprema, divisa in tre nuove istituzioni. La prerogativa dell'interpretazione costituzionale della Corte suprema è ora detenuta dalla Corte costituzionale.
Sebbene si trovi nella sottoregione delle Nazioni Unite dell'Africa centrale, il Paese è anche economicamente e regionale affiliato all'Africa meridionale come membro della Comunità di sviluppo dell'Africa meridionale (SADC).
Il presidente della Repubblica Democratica del Congo è Félix Tshisekedi eletto il 25 gennaio 2019, successore di Joseph Kabila. Il primo ministro è Judith Suminwa che ha assunto la carica il 12 giugno 2024, successore di Jean-Michel Sama Lukonde.

#### Diritti umani

##### Sfruttamento minorile
L'indagine della Corte penale internazionale nella Repubblica Democratica del Congo è stata avviata da Joseph Kabila nell'aprile 2004. Il procuratore della Corte penale internazionale ha aperto il caso nel giugno 2004.
I bambini soldato sono stati utilizzati su larga scala nella RDC e nel 2011 si stima che 30 000 bambini operassero ancora con gruppi armati.
Casi di lavoro minorile e lavoro forzato sono stati osservati e riportati nei risultati del Dipartimento del lavoro degli Stati Uniti sulle peggiori forme di lavoro minorile nella RDC nel 2013 e sei beni prodotti dall'industria mineraria del Paese compaiono nel mese di dicembre nell'Elenco 2014 dei beni prodotti dal lavoro minorile o dal lavoro forzato.

##### Violenza sulle donne
La violenza contro le donne sembra essere percepita come normale da ampi settori della società. L'indagine DHS 2013-2014 ha rilevato che il 74,8% delle donne concorda sul fatto che un marito è giustificato nel picchiare la moglie in determinate circostanze.
Il Comitato delle Nazioni Unite per l'eliminazione della discriminazione contro le donne nel 2006 ha espresso preoccupazione per il fatto che nel periodo di transizione del dopoguerra la promozione dei diritti umani delle donne e dell'uguaglianza di genere non è vista come una priorità. Gli stupri di massa, la violenza sessuale e la schiavitù sessuale sono usate come arma di guerra dalle forze armate della Repubblica Democratica del Congo e dai gruppi armati nella parte orientale del Paese. La parte orientale, in particolare, è stata descritta come la "capitale mondiale degli stupri" e la prevalenza della violenza sessuale è descritta come la peggiore al mondo.
Anche la mutilazione genitale femminile (MGF) è praticata nella Repubblica Democratica del Congo, sebbene non su larga scala. La prevalenza delle MGF è stimata in circa il 5% delle donne. La MGF è illegale: la legge impone una pena da due a cinque anni di prigione e una multa di 200 000 franchi congolesi a chiunque violi l'"integrità fisica o funzionale" degli organi genitali.
Nel luglio 2007, il Comitato internazionale della Croce Rossa ha espresso preoccupazione per la situazione nella RDC orientale. Si è sviluppato un fenomeno di "spostamento del pendolo", in cui le persone si affrettano di notte verso la salvezza. Secondo Yakin Ertürk, il relatore speciale delle Nazioni Unite sulla violenza contro le donne che ha visitato il Congo orientale nel luglio 2007, la violenza contro le donne nel Nord e nel Sud Kivu includeva "brutalità inimmaginabile". Ertürk ha aggiunto che "i gruppi armati attaccano le comunità locali, saccheggiano, violentano, rapiscono donne e bambini e li fanno lavorare come schiavi sessuali". Nel dicembre 2008, GuardianFilms di The Guardian ha pubblicato un film che documenta la testimonianza di oltre 400 donne e ragazze che avevano subito abusi da milizie predoni.
Nel giugno 2010, Oxfam ha segnalato un drammatico aumento del numero di stupri nella Repubblica Democratica del Congo, e i ricercatori di Harvard hanno scoperto che gli stupri commessi da civili erano aumentati di diciassette volte. Nel giugno 2014, Freedom from Torture ha pubblicato notizie di stupri e violenze sessuali perpetrati abitualmente da funzionari statali nelle carceri congolesi come punizione per donne politicamente attive. Le donne incluse nel rapporto hanno subito abusi in diverse località del Paese, fra cui la capitale Kinshasa e altre aree lontane dalle zone di conflitto.
Nel 2015 figure sia all'interno sia all'esterno del Paese, come Filimbi ed Emmanuel Weyi, hanno parlato dell'urgente necessità di frenare la violenza e l'instabilità con l'avvicinarsi delle elezioni del 2016.

##### Diritti LGBTQ
Le persone lesbiche, gay, bisessuali e transgender (LGBT) nella Repubblica Democratica del Congo devono affrontare sfide legali non vissute dai non LGBT.
Benché l'attività sessuale tra persone dello stesso sesso sia legale, il matrimonio tra persone dello stesso sesso è costituzionalmente illegale dal 2006.
Non esiste una legge antidiscriminazione che protegga l'orientamento sessuale. Le coppie omosessuali non sono autorizzate ad adottare bambini né alla maternità surrogata e né l'accesso in vitro, le persone transgender non possono cambiare sesso sui documenti e nel certificato di nascita, gli uomini che hanno avuto rapporti con altri uomini non possono donare il sangue. Restano sconosciute le leggi sulla partecipazione al servizio militare delle persone LGBTQ.
Il Dipartimento di Stato degli Stati Uniti ha rilevato che "le persone impegnate in manifestazioni pubbliche di omosessualità erano soggette a procedimenti giudiziari in base alle disposizioni di pubblica decenza nel codice penale e agli articoli della legge del 2006 sulla violenza sessuale".

Sempre il Dipartimento di Stato degli Stati Uniti ha rilevato che: 
.

##### Diritti delle donne
Le donne nella Repubblica Democratica del Congo non hanno raggiunto una posizione di piena uguaglianza con gli uomini, e la loro lotta continua ancora oggi. Nella Repubblica Democratica del Congo la donna è ancora nettamente inferiore e non gode dei diritti che hanno gli uomini, le donne sono costrette a subire violenze sessuali e prostituzione. Quasi sempre le donne subiscono matrimoni infantili con uomini quasi sempre più grandi, secondo le stime il 37% delle donne nella Repubblica Democratica del Congo si sposa prima dei 18 anni mentre il 10% prima dei 15 anni.

##### Traffico di esseri umani
La Repubblica Democratica del Congo è un Paese di origine e di destinazione per uomini, donne e bambini soggetti a tratta di persone, in particolare condizioni di lavoro forzato e prostituzione forzata. La maggior parte di questo traffico è interno e gran parte di esso è perpetrato da gruppi armati e forze governative al di fuori del controllo del governo nelle instabili province orientali.

### Politica estera
La crescita globale della domanda di materie prime scarse e le impennate industriali in Cina, India, Russia, Brasile e altri paesi in via di sviluppo richiedono che i paesi sviluppati impieghino strategie nuove, integrate e reattive per identificare e garantire, su base continua, un'adeguata offerta di materiali strategici e critici necessari per le loro esigenze di sicurezza. Sottolineando l'importanza della Repubblica Democratica del Congo per la sicurezza nazionale degli Stati Uniti, lo sforzo per creare un'unità congolese d'élite è l'ultima spinta dagli Stati Uniti per professionalizzare le forze armate in questa regione strategicamente importante.
Esistono incentivi economici e strategici per portare maggiore sicurezza al Congo, che è ricco di risorse naturali come il cobalto, un metallo strategico e critico utilizzato in molte applicazioni industriali e militari. Il più grande uso del cobalto è nelle superleghe, utilizzate per realizzare parti di motori a reazione. Il cobalto è utilizzato anche nelle leghe magnetiche e nei materiali resistenti al taglio e all'usura come i carburi cementati. L'industria chimica consuma quantità significative di cobalto in una varietà di applicazioni, inclusi i catalizzatori per il petrolio e la lavorazione chimica; agenti essiccanti per vernici e inchiostri; mani di fondo per smalti porcellanati; decolorante per ceramica e vetro; e pigmenti per ceramiche, vernici e materie plastiche. Il Paese possiede l'80% delle riserve mondiali di cobalto.
Si pensa che a causa dell'importanza del cobalto per le batterie dei veicoli elettrici e della stabilizzazione delle reti elettriche con grandi proporzioni di rinnovabili intermittenti nel mix elettrico, la RDC potrebbe diventare oggetto di una maggiore competizione geopolitica.
Nel 21º secolo, gli investimenti cinesi nella Repubblica Democratica del Congo e le esportazioni congolesi verso la Cina sono cresciuti rapidamente. Nel luglio 2019, gli ambasciatori delle Nazioni Unite di 37 Paesi, inclusa la RDC, hanno firmato una lettera congiunta all'UNHRC in difesa del trattamento riservato dalla Cina agli uiguri e ad altre minoranze etniche musulmane.

#### Relazione bilaterali con gli altri Stati

##### Cina
La Repubblica Democratica del Congo intrattiene relazioni diplomatiche, pacifiche ed economiche con la Cina dal 1887, quando la Cina era governata dalla dinastia Qing. Le relazioni sono in forte crescita dal 1971. Il primo trattato ufficiale tra i due Stati fu firmato nel 1908: allora la RDC era una colonia belga (Congo belga).
Dal 1972, la Cina ha elargito una serie di donazioni alla Repubblica Democratica del Congo. Tra le varie donazioni rientrano una fattoria alla periferia di Kinshasa, una raffineria di zucchero a Kisangani e l'edificio dell'Assemblea Nazionale. Tutti gli edifici sono stati costruiti e donati al Congo durante gli anni ‘70, costando complessivamente 42 milioni di dollari (186 milioni nel 2011). Il governo cinese ha anche costruito uno stadio da 80 000 posti nel 1994. Nel 2004 la Cina ha costruito e donato il N'Djili Sino-Congolese Friendship Hospital, consegnandolo al governo della Repubblica Democratica del Congo nel 2006. Secondo AidData, dal 2000 al 2011, ci sono stati circa 21 progetti di finanziamento dello sviluppo ufficiali cinesi identificati nella Repubblica Democratica del Congo attraverso vari rapporti dei media.
Nel gennaio 2021, il governo cinese ha accettato di cancellare il debito congolese per un valore di 28 milioni di dollari e ha promesso aiuti per 17 milioni di dollari, principalmente per progetti di sviluppo. Allo stesso tempo, la Repubblica Democratica del Congo ha aderito alla Belt and Road Initiative.

##### Stati Uniti d'America
La posizione dominante nell'Africa centrale rende la stabilità nella RDC un elemento importante della stabilità complessiva nella regione. Nel dicembre 2006, la RDC ha inaugurato il suo primo presidente democraticamente eletto in oltre 40 anni, il culmine degli sforzi del popolo congolese per scegliere i propri leader attraverso un processo pacifico e democratico. Gli Stati Uniti hanno svolto un ruolo nel processo di pace nella Repubblica Democratica del Congo.
Quando la RDC era conosciuta come Zaire, gli Stati Uniti avevano una forte alleanza con il Paese africano. Ciò era in parte dovuto al fatto che il leader zairese Mobutu Sese Seko era considerato un forte anticomunista e il governo degli Stati Uniti vedeva nello Zaire un utile cuscinetto di stabilità per prevenire la diffusione del marxismo in Africa. Lo stesso Mobutu era amico della maggior parte dei presidenti degli Stati Uniti durante la sua presidenza ed è stato anche in grado di ottenere molti aiuti stranieri dagli Stati Uniti e dall'Occidente. Lo Zaire si trovò anche dalla stessa parte degli Stati Uniti e del Sudafrica che combattevano contro rivoluzionari cubani e sovietici durante la guerra civile angolana. Dopo la caduta dell'Unione Sovietica nel 1991, tuttavia, le relazioni si sono indebolite in modo significativo e con il socialismo che rappresentava meno una minaccia per gli interessi occidentali in Africa, il governo degli Stati Uniti ha visto meno bisogno di sostenere il regime di Mobutu, che è stato anche accusato di violazioni dei diritti umani. Ciò alla fine portò al collasso dello Zaire poiché Mobutu non era preparato per il destino del suo regime nella prima guerra del Congo. Non molto tempo dopo il cambio di regime, lo Zaire divenne noto come la Repubblica Democratica del Congo.
Gli Stati Uniti rimangono un partner con la Repubblica Democratica del Congo e altri Stati dell'Africa centrale nella loro ricerca di stabilità e crescita nel continente e hanno facilitato la firma di un accordo tripartito sulla sicurezza regionale nella regione dei Grandi Laghi tra la Repubblica Democratica del Congo, il Ruanda e l'Uganda in ottobre 2004. Il Burundi è entrato ufficialmente a far parte della Commissione Tripartita nel settembre 2005 e la Commissione Tripartita è ora Tripartita Plus. Anche gli Stati Uniti hanno sostenuto l'ONU per creare un meccanismo di verifica congiunto per monitorare il confine tra la Repubblica Democratica del Congo e il Ruanda. Dall'inizio della crisi del Congo, gli Stati Uniti hanno perseguito una strategia diplomatica attiva a sostegno di questi obiettivi. A lungo termine, gli Stati Uniti cercano di rafforzare il processo di riconciliazione interna e democratizzazione all'interno di tutti gli Stati della regione, per promuovere nazioni stabili, in via di sviluppo e democratiche, con le quali poter lavorare per affrontare gli interessi di sicurezza nel continente e sviluppare reciprocamente vantaggiose relazioni economiche.
Gli Stati Uniti hanno nominato il loro attuale ambasciatore nella RDC nel 2018 che ha sede a Kinshasa. La RDC ha nominato il suo attuale ambasciatore negli Stati Uniti nel 2000. La Repubblica Democratica del Congo è stata nell'elenco dei consigli di viaggio del Dipartimento di Stato dal 1977.

##### India
L'India ha aperto la sua ambasciata a Kinshasa nel 1962 ed è stato uno dei primi Paesi a stabilire una missione diplomatica.
Joseph Kabila Kabange (allora presidente della Repubblica Democratica del Congo) ha visitato l'India per partecipare al primo vertice del forum India-Africa l'8-9 aprile 2008. Ha inoltre tenuto un incontro bilaterale con colloqui con il primo ministro Manmohan Singh.
Il commercio tra la Repubblica Democratica del Congo e l'India è stato pari a 415,39 milioni di dollari nel 2015-16. Le principali merci importate dall'India sono combustibili minerali, oli minerali, rame, perle naturali o coltivate, pietre preziose o semipreziose, semi oleosi e olea e cereali vari. Le principali materie prime che l'India esporta nella Repubblica Democratica del Congo sono prodotti farmaceutici, veicoli, macchinari e apparecchiature elettriche, reattori nucleari e caldaie e prodotti siderurgici.
Il governo indiano si è offerto di aiutare il Congo a sviluppare la sua industria mineraria.
Inoltre l'esercito indiano è presente sul suolo della Repubblica Democratica del Congo in chiave di mantenimento della pace; nel dicembre 2016, 4 500 soldati indiani osservatori militari e personale di polizia, erano dispiegati nel Paese come parte di MONUSCO.
La Repubblica Democratica del Congo ha la più grande comunità indiana di tutta l'Africa centrale. Gli emigranti indiani provengono dagli Stati meridionali, mentre una piccola fetta proviene dal Nord dell'India. Un'organizzazione della comunità indiana ha costruito un tempio indù a Kinshasa.

##### Russia
La Repubblica Democratica del Congo ha un'ambasciata a Mosca e un consolato onorario a Ekaterinburg. La Russia ha un'ambasciata a Kinshasa. Le relazioni tra i due Paesi furono stabilite il 7 luglio 1960 e furono ripristinate nel 1967.
La RDC e la Russia intrattengono relazioni positive. Sergei Lavrov ha incontrato il ministro degli Esteri della RDC nell'aprile 2009, affermando che la Russia avrebbe aumentato la cooperazione con la Repubblica Democratica del Congo. Nel 2010 trenta ufficiali delle forze armate della Repubblica Democratica del Congo (FARDC) hanno ricevuto borse di studio per studiare nelle accademie militari russe. Questo fa parte di uno sforzo più grande per migliorare le FARDC da parte della Russia. Nel dicembre 2014 è stata aperta a Kinshasa una scuola di lingua russa per l'Accademia diplomatica congolese. Per tutto il 2013 e il 2014, piccoli gruppi di polizia nazionale congolese hanno partecipato a periodi di formazione di due mesi in Russia.

##### Regno Unito
La Repubblica Democratica del Congo ha un'ambasciata a Londra e il Regno Unito ha un'ambasciata a Kinshasa.
Il Regno Unito ha stabilito la sua prima missione diplomatica con il Congo Free State nel 1902, quando un consolato britannico è stato costruito nell'allora capitale Boma. Un viceconsolato è stato successivamente aperto a Léopoldville nel 1906. Nel 1923 Léopoldville fu proclamata capitale del Congo Belga e nel 1930 il consolato britannico a Boma chiuse e il viceconsolato a Léopoldville divenne il consolato.
Insieme agli Stati Uniti, il Regno Unito è stato un sostenitore del regime di Mobutu Sese Seko nello Zaire a causa della posizione anticomunista del regime. Il presidente Mobutu ha effettuato una visita di Stato nel Regno Unito nel dicembre 1973.
La Repubblica Democratica del Congo è un beneficiario degli aiuti del Regno Unito; nel 2014 il Dipartimento per lo sviluppo internazionale ha speso 162,2 milioni di sterline in programmi nella Repubblica Democratica del Congo.

##### Belgio
Il Belgio ha un'ambasciata a Kinshasa e un consolato generale a Lubumbashi. La Repubblica Democratica del Congo ha un'ambasciata a Bruxelles e un consolato generale ad Anversa. Entrambi gli Stati sono membri dell'Organizzazione internazionale della Francofonia e delle Nazioni Unite.
Dopo cinquant'anni di indipendenza del Congo, la visita del re belga Alberto II fu accolta con controversie poiché si diceva che il fratello del re, Baldovino, fosse collegato all'assassinio di Patrice Lumumba e la sua famiglia cercò di intentare una causa contro dodici belgi, affermando che la tortura e l'omicidio di Lumumba costituivano crimini di guerra.
Tra le altre controversie, il ministro delle comunicazioni del Congo, Lambert Mende Omalanga, ha descritto come "atteggiamento inaccettabile della classe politica belga il considerare i problemi congolesi come affari interni del proprio paese", citando tra gli altri, il "caso molto bizzarro di un invito puramente immaginario di soldati belgi a partecipare alla parata militare a Kinshasa". Il ministro belga per la cooperazione allo sviluppo, Charles Michel, ha quindi espresso sorpresa per le osservazioni e ha chiesto rispetto per il Belgio.
Durante una visita di una delegazione del gabinetto belga nel 2008 in Congo, il presidente Joseph Kabila ha affermato di non apprezzare un messaggio portato dal team in merito alle questioni dei diritti umani. Kabila ha detto: "Il Belgio deve fare una scelta sul tipo di rapporto che vuole avere con la Repubblica Democratica del Congo. Ha una scelta tra avere buoni rapporti come partner in una relazione matura con uno Stato sovrano e indipendente o un padrone-schiavo. Noto che ogni volta che una delegazione belga è guidata dal ministro degli affari esteri, è con molta arroganza, come se i nostri visitatori venissero qui a farci una predica. Questo è inaccettabile. Il Congo non lo accetterà mai, sicuramente non io."
Nel dicembre 2016, quando il presidente Kabila ha annunciato il rinvio delle elezioni e che non si sarebbe dimesso nonostante la fine del suo mandato costituzionale, il governo belga ha annunciato che avrebbe "riesaminato" le sue relazioni con la Repubblica Democratica del Congo. Il governo belga ha anche consigliato ai suoi cittadini di non visitare la Repubblica Democratica del Congo a causa dei disordini politici. Nell'aprile 2017 è stato annunciato che il governo congolese aveva informato l'addetto militare belga a Kinshasa che la Repubblica Democratica del Congo avrebbe sospeso la cooperazione militare con il Belgio, dopo che il ministro degli esteri Didier Reynders aveva criticato la scelta del presidente Kabila di nominare nuovo primo ministro Bruno Tshibala.
Il 30 giugno 2020, il re Filippo del Belgio ha espresso il suo "profondo rammarico", ma non le sue scuse, per le atrocità nello Stato Libero del Congo in una lettera al presidente congolese.

##### Italia
L'Italia ha un'ambasciata a Kinshasa, la RDC ha un'ambasciata a Roma.
L'Italia segue con attenzione la difficile situazione nella Repubblica Democratica del Congo e s'impegna al miglioramento della democrazia, della stabilità politica e sociale, e dei diritti umani nel Paese africano.
Le relazioni tra Repubblica Democratica del Congo e Italia sono passate alla storia per l'assassinio dell'ambasciatore italiano Luca Attanasio, ucciso mentre si trovava in missione diplomatica nella città di Goma nel febbraio 2021.

##### Messico
La Repubblica Democratica del Congo (all'epoca conosciuta come Zaire) e il Messico stabilirono formalmente relazioni diplomatiche il 31 luglio 1975.
La Repubblica Democratica del Congo non ha un accreditamento in Messico.
Il Messico non ha un'ambasciata o un consolato nella Repubblica Democratica del Congo e le relazioni sono accreditate dall'ambasciata messicana in Etiopia.
Il governo messicano offre ogni anno borse di studio per i cittadini della Repubblica Democratica del Congo per studi post laurea presso istituti di istruzione superiore messicani. Inoltre il Messico ha una comunità congolese tra cui alcuni professori di spicco che insegnano in università pubbliche e private nel paese.

### Istruzione e università
Il sistema di istruzione nella Repubblica Democratica del Congo è simile a quello del Belgio, in quanto vi sono 6 anni di scuola elementare seguiti da 6 anni di scuola secondaria. Le aree del paese più istruite sono quelle occidentali, intorno alla capitale Kinshasa, mentre quelle meno istruite sono il Kivu Nord e il Kivu Sud, nell'Est.
Dopo la guerra civile durata sei anni alla fine degli anni '90, all'inizio degli anni 2000, oltre 5,2 milioni di bambini nel paese non hanno ricevuto alcuna istruzione. Dalla fine della guerra civile, la situazione è migliorata enormemente, con il numero di bambini iscritti alle scuole primarie che è passato da 5,5 milioni nel 2002 a 16,8 milioni nel 2018 e il numero di bambini iscritti alle scuole secondarie è aumentato da 2,8 milioni nel 2007 a 4,6 milioni nel 2015 secondo l'UNESCO.
Anche la frequenza scolastica effettiva è migliorata notevolmente negli ultimi anni, con una frequenza netta della scuola primaria stimata all'82,4% nel 2014 (l'82,4% dei bambini di età compresa tra 6 e 11 anni frequentava la scuola; 83,4% per i ragazzi, 80,6% per le ragazze).
L'Università di Kinshasa è stata fondata nel 1954 come Università Lovanium.

### Sanità
La nazione, nonostante tenti di fare progressi verso una sanità migliore, è ancora afflitta da malattie facilmente curabili ma molto infettive e mortali, come la malaria trasmessa dalla zanzara anofele. Endemica nelle zone forestali è la tripanosomiasi africana o malattia del sonno, trasmessa dalla mosca tse-tse.
Gli ospedali della Repubblica Democratica del Congo includono il General Hospital di Kinshasa. La Repubblica Democratica del Congo ha il secondo tasso di mortalità infantile più alto al mondo (dopo il Ciad). Nell'aprile 2011, attraverso l'aiuto della Global Alliance for Vaccines, un nuovo vaccino per prevenire la malattia da pneumococco è stato introdotto intorno a Kinshasa.
Nel 2012 è stato stimato che circa l'1,1% degli adulti di età compresa tra 15 e 49 anni conviveva con l'HIV/AIDS. Anche la malaria è un problema. La febbre gialla colpisce anche la Repubblica Democratica del Congo.
La salute materna è scarsa nella Repubblica Democratica del Congo. Secondo le stime del 2010, la Repubblica Democratica del Congo ha il 17º più alto tasso di mortalità materna al mondo. Secondo l'UNICEF, il 43,5% dei bambini sotto i cinque anni soffre di arresto della crescita.
Nel maggio 2019, il bilancio delle vittime dell'epidemia di Ebola nella RDC ha superato le 1 000. La situazione ha immediatamente subito un peggioramento con un aumento dei casi che oltrepassavano il raddoppio.
L'agenzia di emergenza alimentare delle Nazioni Unite ha avvertito che in mezzo all'escalation del conflitto e al peggioramento della situazione dopo il COVID-19 nella Repubblica Democratica del Congo, milioni di vite erano a rischio perché potevano morire di fame. Secondo i dati del World Food Programme, quattro persone su dieci in Congo non hanno la sicurezza alimentare e circa 15,6 milioni stanno affrontando la crisi della fame.

### Difesa
Le Forces Armées de la République Démocratique du Congo sono le forze armate a cui viene affidata la difesa del Paese; sono formate dall'Armée Nationale Congolaise (l'esercito), dalla Force Aérienne du Congo (l'aeronautica militare) e dalla Marine du Congo (la marina militare). Queste forze armate contano circa 200 000 uomini ma sono molto caotiche a livello organizzativo e sono colpevoli di massacri indiscriminati e stupri contro la popolazione civile, specialmente nelle zone dell'Est.
Le truppe congolesi hanno combattuto il conflitto del Kivu nella parte orientale del Nord Kivu regione, il conflitto di Ituri nella Ituri regione e altre ribellioni dalla seconda guerra del Congo. Oltre alle FARDC, nel Paese è presente anche la più grande missione di mantenimento della pace delle Nazioni Unite, nota come MONUSCO, con circa 18 000 peacekeeper.
La Repubblica Democratica del Congo ha firmato il trattato delle Nazioni Unite sulla proibizione delle armi nucleari.

### Forze dell'ordine
La Polizia nazionale congolese (PNC, Police nationale congolaise) è la principale forza di polizia nella Repubblica Democratica del Congo.

### Trasporti
Il trasporto via terra nella Repubblica Democratica del Congo è sempre stato difficile. Il terreno e il clima del bacino del Congo presentano seri ostacoli alla costruzione di strade e ferrovie e le distanze sono enormi in questo vasto paese. La Repubblica Democratica del Congo ha più fiumi navigabili e trasporta più passeggeri e merci in barca e traghetto rispetto a qualsiasi altro paese in Africa, ma il trasporto aereo rimane l'unico mezzo efficace per spostare merci e persone tra molti luoghi all'interno del paese, specialmente nelle aree rurali. La cattiva gestione economica cronica, la corruzione politica e i conflitti interni hanno portato a un sottoinvestimento a lungo termine delle infrastrutture.

#### Aerei
A giugno 2016, la Repubblica Democratica del Congo aveva una delle principali compagnie aeree nazionali (Congo Airways) che offriva voli all'interno della Repubblica Democratica del Congo. Congo Airways aveva sede all'aeroporto internazionale di Kinshasa. Tutti i vettori aerei certificati dalla RDC sono stati banditi dagli aeroporti dell'Unione europea dalla Commissione europea, a causa di standard di sicurezza inadeguati.
Diverse compagnie aeree internazionali servono l'aeroporto internazionale di Kinshasa e alcune offrono anche voli internazionali per l'aeroporto internazionale di Lubumbashi.

#### Rotaie
Il trasporto ferroviario è fornito dalla Congo Railroad Company (Société Nationale des Chemins de Fer du Congo), dall'Office National des Transports (Congo) (ONATRA) e dall'Office of the Uele Railways (Office des Chemins de fer des Ueles, CFU). Come gran parte delle infrastrutture in Congo, le ferrovie sono mal tenute, sporche, affollate e pericolose.

### Strade
La Repubblica Democratica del Congo ha meno autostrade asfaltate rispetto a qualsiasi paese della sua popolazione e dimensione in Africa, per un totale di 2 250 km (1 400 mi), di cui solo 1 226 km (762 mi) sono in buone condizioni (vedi sotto). La distanza stradale attraverso il paese in qualsiasi direzione è superiore a 2 500 km (1 600 mi) (ad esempio Matadi a Lubumbashi, 2 700 km (1 700 mi) su strada). La cifra di 2 250 km (1 400 mi) corrisponde a 35 km (22 mi) di strada asfaltata per 1 000 000 di abitanti. I dati comparativi per Zambia e Botswana sono rispettivamente 721 km (448 mi) e 3 427 km (2 129 mi).
Tre percorsi nella rete autostradale transafricana attraversano la Repubblica Democratica del Congo.
Autostrada Tripoli-Città del Capo: questo percorso attraversa l'estremità occidentale del paese sulla strada nazionale n. 1 tra Kinshasa e Matadi, una distanza di 285 km (177 mi) su uno dei pochi tratti asfaltati in pessime condizioni.
Autostrada Lagos-Mombasa: la Repubblica Democratica del Congo è il principale anello mancante in questa autostrada est-ovest e richiede la costruzione di una nuova strada prima di poter funzionare.
Autostrada Beira-Lobito: questa autostrada est-ovest attraversa il Katanga e richiede una ricostruzione per la maggior parte della sua lunghezza, essendo una pista di terra tra il confine angolano e Kolwezi, una strada asfaltata in pessime condizioni tra Kolwezi e Lubumbashi e una strada asfaltata in discrete condizioni sulla breve distanza dal confine con lo Zambia.

### Acqua
La Repubblica Democratica del Congo è ricoperta da migliaia di chilometri di corsi d'acqua navigabili. Il trasporto via acqua è stato il mezzo principale per spostarsi in circa due terzi del paese.

## Economia

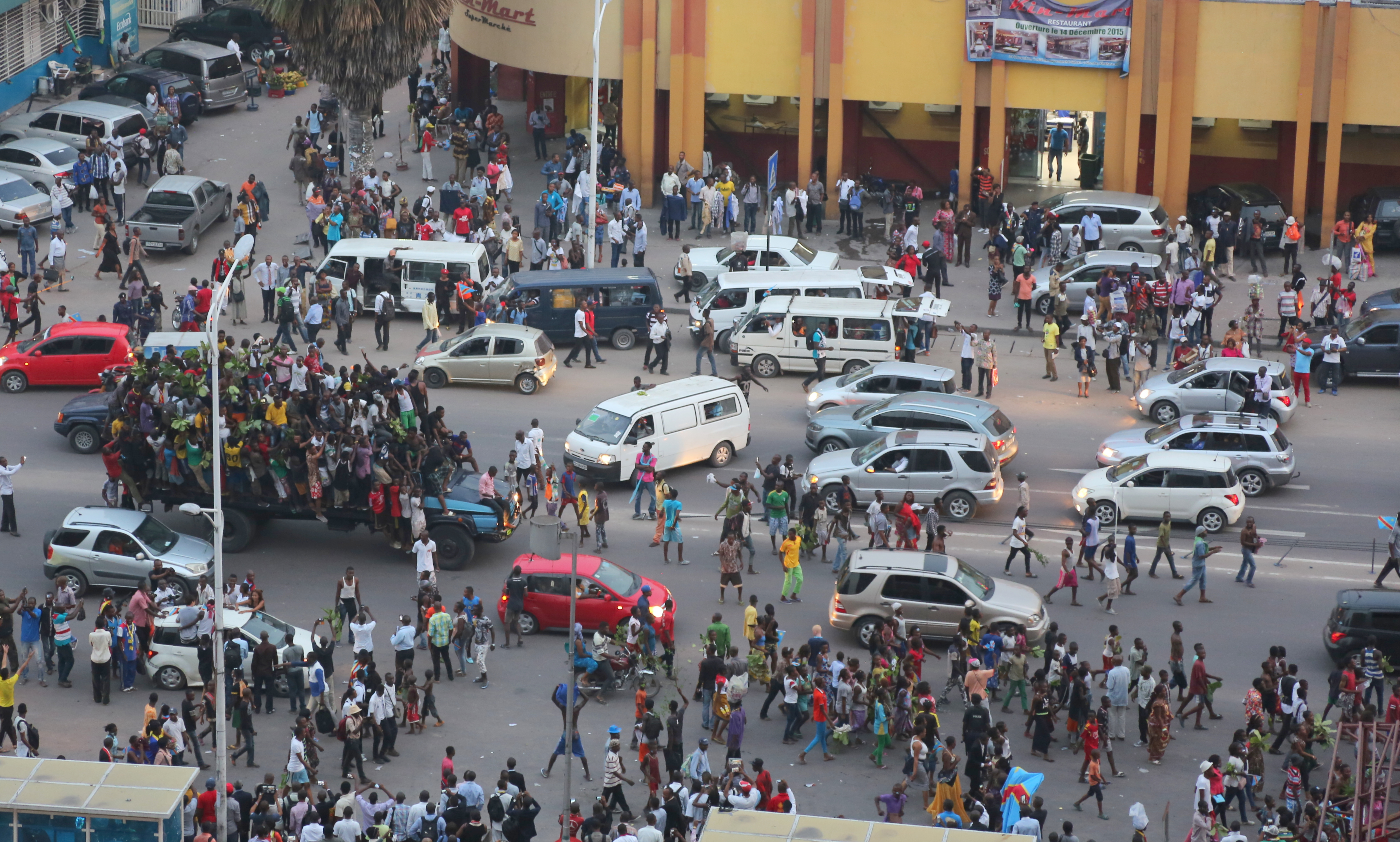
Kinshasa

La Repubblica Democratica del Congo ha uno dei PIL pro capite più bassi del mondo, nel 2012 era pari a 231 $ nominali e a 647 $ a parità di potere d'acquisto.
La sua economia, sebbene al momento dell'indipendenza nel 1960 fosse la seconda più industrializzata dell'Africa dopo quella del Sudafrica, è stata per diversi anni in difficoltà, nonostante il territorio del Paese presenti ingenti risorse naturali come miniere di diamanti, rame, uranio, coltan e altri minerali, risorse concentrate maggiormente nella regione del Katanga, sfruttate però da compagnie straniere. Dal 1970 al 2005 il PIL della Repubblica Democratica del Congo è cresciuto con un tasso negativo del 3%, questo vuol dire che la sua situazione economica è peggiorata di anno in anno. L'economia si è deteriorata ulteriormente con il regime di estrema corruzione e cleptocrazia di Mobutu Sese Seko, che ammassò miliardi di dollari sfruttando le miniere di diamanti.
Nel 2009, grazie a investimenti internazionali in settori come l'estrazione mineraria, l'agricoltura, la ripresa all'attività delle centrali elettriche sul fiume Congo e la costruzione di infrastrutture con l'aiuto della Cina, la nazione ha segnato un aumento del PIL del 12%, il più alto del mondo di quell'anno. Nel settore primario, l'agricoltura e la pesca forniscono il contributo più significativo. L'allevamento, diffuso soprattutto nell'Est della nazione, è di tipo tradizionale e quindi poco produttivo. Gli scambi commerciali interni riguardano il cacao, il caffè, il cotone, l'olio di palma, il tè, la gomma, lo zucchero e la corteccia di china. Le principali produzioni alimentari, anch'esse destinate al consumo interno, sono: la manioca, le banane, le patate dolci, il riso, il mais, il miglio e i legumi.
La Banca centrale del Congo è responsabile dello sviluppo e del mantenimento del franco congolese (valuta ufficiale della RDC), che funge da principale forma di valuta nella Repubblica Democratica del Congo. Nel 2007 la Banca Mondiale ha deciso di concedere alla Repubblica Democratica del Congo fino a 1,3 miliardi di dollari di fondi di assistenza nei tre anni successivi. Il governo congolese ha iniziato a negoziare l'adesione all'Organizzazione per l'armonizzazione del diritto commerciale in Africa (OHADA), nel 2009.

## Cultura

### Arte
Per arte congolese si identifica la produzione inclusa in un'area estesa comprendente il Congo, sia quello un tempo definito Leopoldville sia quello Brazzaville, il Gabon, la parte meridionale del Camerun e quella settentrionale dell'Angola, delineata per affinità stilistiche, per motivazioni artistiche e per unità linguistica. 
Nell'arte congolese sono presenti alcune caratteristiche fondamentali, quali:
- preferenza per la rappresentazione di figure umane, spesso coincidente con il culto degli antenati e degli eroi;
- la mancata aderenza alle reali dimensioni umane, necessaria per evidenziare alcuni elementi anatomici, come la testa, ritenuti maggiormente significativi;
- simmetria e frontalità;
- enfatizzazione della staticità, che comporta la descrizione dell'attitudine raccolta e lo sprigionamento di una grande forza figurativa;
- preponderanza per le figure isolate;
- assenza della policromia nelle statue.
- regole diverse e autonome per quanto riguarda le maschere, nate per la danza e il movimento.

Nell'ambito dell'arte congolese si distinguono varie correnti associate ai vari popoli abitanti in zone caratteristiche:
- Ba Teké, apprezzati per le sculture di feticci possedenti una funzione magica. Le maschere di danza invece hanno assunto una forma geometrica decorata con temi policromi.
- Ba Kongo, produttori di sculture di personaggi seduti in contemplazione, di figure rappresentanti il tema espressivo e spirituale della maternità, di antenati ricchi di tatuaggi e ornamenti, di feticci ornati da elementi quali chiodi e lame infissi.
- Ba Kuba, sviluppatori di un'arte di corte avente come tema la commemorazione di personaggi reali, quali il sovrano dal capo enorme e il copricapo regale seduto su un trono dove è rappresentato una sua azione significativa; l'arte popolare produsse apprezzate coppe per il vino e per l'olio di palma a forma di testa umana oltre che maschere di danza di impronta cubista.
- Ba Luba, la cui scultura si è contraddistinta per la rotondità delle forme, la prevalenza delle raffigurazioni femminili e una cura per i dettagli, il tatuaggio e l'acconciatura.

### Patrimoni dell'umanità
Diversi siti della Repubblica Democratica del Congo sono stati inseriti nella Lista dei patrimoni dell'umanità dell'UNESCO.

### Letteratura
Tra gli scrittori della Repubblica Democratica del Congo si possono ricordare il poeta Kama Sywor Kamanda e il poeta e filosofo Valentin-Yves Mudimbe.

### Musica
È nota nella Repubblica Democratica del Congo la rumba africana. Tra i cantanti spicca Papa Wemba.

### Media
I giornali della RDC includono L'Avenir, Radion Télévision Mwangaza, La Conscience, L'Observateur, Le Phare, Le Potentiel, Le Soft e LeCongolais.CD, un quotidiano basato sul web. Radio Télévision Nationale Congolaise (RTNC) è l'emittente nazionale della Repubblica Democratica del Congo. RTNC trasmette in lingala, francese e inglese.

#### Radio e Televisione
Stazioni radio:
- due stazioni radio di proprietà statale sono integrate da più di 100 stazioni radio private; sono disponibili trasmissioni di almeno due emittenti internazionali (2007);
- 27 stazioni (2005);
- 13 stazioni: 3 AM, 11 FM e 2 a onde corte (2001);
- 16 stazioni: 3 AM, 12 FM e 1 a onde corte (1999).
- Radio: 18,0 milioni (1997).
- Emittenti televisive:
- Una stazione televisiva di proprietà statale con una copertura quasi nazionale; più di una dozzina di emittenti televisive private di cui due con una copertura quasi nazionale (2007);
- 23 stazioni (2005);
- 4 stazioni (2001);
- 20 stazioni (1999).
- Televisori: 6,5 milioni (1997).

La radio è il mezzo dominante; una manciata di stazioni, tra cui Radio-Télévision Nationale Congolaise (RTNC) gestita dallo Stato, trasmette in tutto il paese. La Missione delle Nazioni Unite (MONUSCO) e una ONG con sede in Svizzera, la Fondation Hirondelle, gestiscono una delle principali emittenti del paese, Radio Okapi. La rete impiega personale per lo più congolese e mira a colmare le divisioni politiche. Radio France Internationale (RFI), ampiamente disponibile in FM, è la stazione di notizie più popolare. La BBC trasmette in FM a Kinshasa (92,7), Lubumbashi (92,0), Kisangani (92,0), Goma (93,3) e Bukavu (102,2).

#### Telefoni
- Prefisso telefonico: +243
- Prefisso chiamate internazionali: 00
- Linee principali:
- 58 200 linee in uso (2012);
- 20 000 linee in uso (2000);
- 36 000 linee in uso (1995).
- Cellulare mobile:
- 19,5 milioni di linee, 52º al mondo (2012);
- 2,6 milioni di linee (2005);
- 15 000 linee (2000);
- 10 000 linee (1995).
- Sistema telefonico: servizio di ritrasmissione radio via cavo e microonde a malapena adeguato all'interno e tra le aree urbane; impianto satellitare domestico con 14 stazioni di terra; infrastruttura di rete fissa inadeguata, operatore statale che fornisce meno di 1 collegamento di rete fissa ogni 1 000 persone; data l'infrastruttura di rete fissa inadeguata, l'uso dei servizi mobile-cellulare è aumentato e la teledensità mobile è di circa 20 ogni 100 persone (2011).
- Stazioni terrestri satellitari: 1 Intelsat (oceano Atlantico) (2011).

#### Internet
- Dominio di primo livello: .cd (precedentemente .zr).
- Utenti Internet: 1,2 milioni di utenti, 110º nel mondo; 1,7% della popolazione, 202º nel mondo (2012);
- 290 000 utenti, 132º nel mondo (2008);
- 50 000 utenti (2002).
- Host Internet: 2 515 host, 159º nel mondo (2012).
- IPv4: 21 248 indirizzi assegnati, meno dello 0,05% del totale mondiale, 0,3 indirizzi per 1 000 persone (2012).
- Fornitori di servizi Internet: 188 ISP (2005); 1 ISP (1999).

#### Cavi Internet
Elenco dei progetti di cavi in fibra ottica terrestri in Africa African Coast to Europe (ACE), un cavo di comunicazione sottomarino in fibra ottica che collega i Paesi lungo la costa occidentale dell'Africa con la Francia.
West Africa Cable System (WACS), un cavo di comunicazione sottomarino in fibra ottica che collega i Paesi lungo la costa occidentale dell'Africa con il Regno Unito.

### Cinema
Tra i film premiati possiamo ricordare Juju Factory (2006) del regista Balufu Bakupa-Kanyinda.

### Cucina
Nella Repubblica Democratica del Congo ci sono molti piatti tipici tra questi ricordiamo:
- Moamba: una salsa o un piatto preparato con una salsa solitamente a base di burro di arachidi.
- Ngai ngai ya musaka: una salsa o un piatto preparato con una salsa solitamente a base di pericarpo (non i semi) delle noci di palma, il frutto dell'albero africano della palma da olio (Elaeis guineensis), nell'Africa centrale occidentale. Ngai ngai è una foglia chiamata oseille in francese e acetosa in inglese.
- Chikwangue o kwanga: un piatto a base di manioca cotta e conservata in foglie di banana, più scura in alcune parti del paese, quasi bianca in altre parti.
- Fufu: un piatto appiccicoso a base di Farina di manioca. Questo è un piatto base tanto quanto il Riso (alimento) o la Patata (alimento) in altri paesi.
- Loso na madesu: riso e fagioli.
- Sombe o pondu: una zuppa a base di foglie di manioca bollite, pestate e cotte.
- Ndakala: un piccolo pesce essiccato.
- Pili pili: peperoncino molto piccante, servito con quasi tutto, anche occasionalmente essiccato e cosparso di frutta.
- Il vino di palma ottenuto dalla linfa di una palma selvatica, è fermentato da lieviti naturali e ha una gradazione alcolica compresa tra il 5 e il 7%.

I piatti tipici congolesi sono composti quasi sempre da un ingrediente amidaceo accompagnato da carne e verdure sotto forma di stufato.

### Ricorrenza nazionale
- 30 giugno: Anniversaire de l'indépendance: celebra l'indipendenza dal Belgio, nel 1960

## Ambiente
La foresta pluviale ricopre gran parte del bassopiano della Repubblica Democratica del Congo e contiene una grande varietà di specie alcune delle quali rare ed endemiche, fra queste lo scimpanzé, il bonobo, il gorilla di montagna, l'okapi. Cinque dei parchi nazionali del paese sono compresi nel patrimonio dell'umanità dell'UNESCO.
La guerra civile ha seriamente danneggiato le condizioni economiche e molti dipendenti dei parchi hanno abbandonato il lavoro. Tutti cinque i siti sono elencati nel patrimonio in pericolo. Nell'ultimo secolo la Repubblica Democratica del Congo è divenuta il centro principale di quello che è chiamato il problema del bushmeat, considerato uno dei pericoli ambientali più grandi, in pratica consiste nella caccia di animali selvatici con trappole effettuata allo scopo alimentare.

### Flora

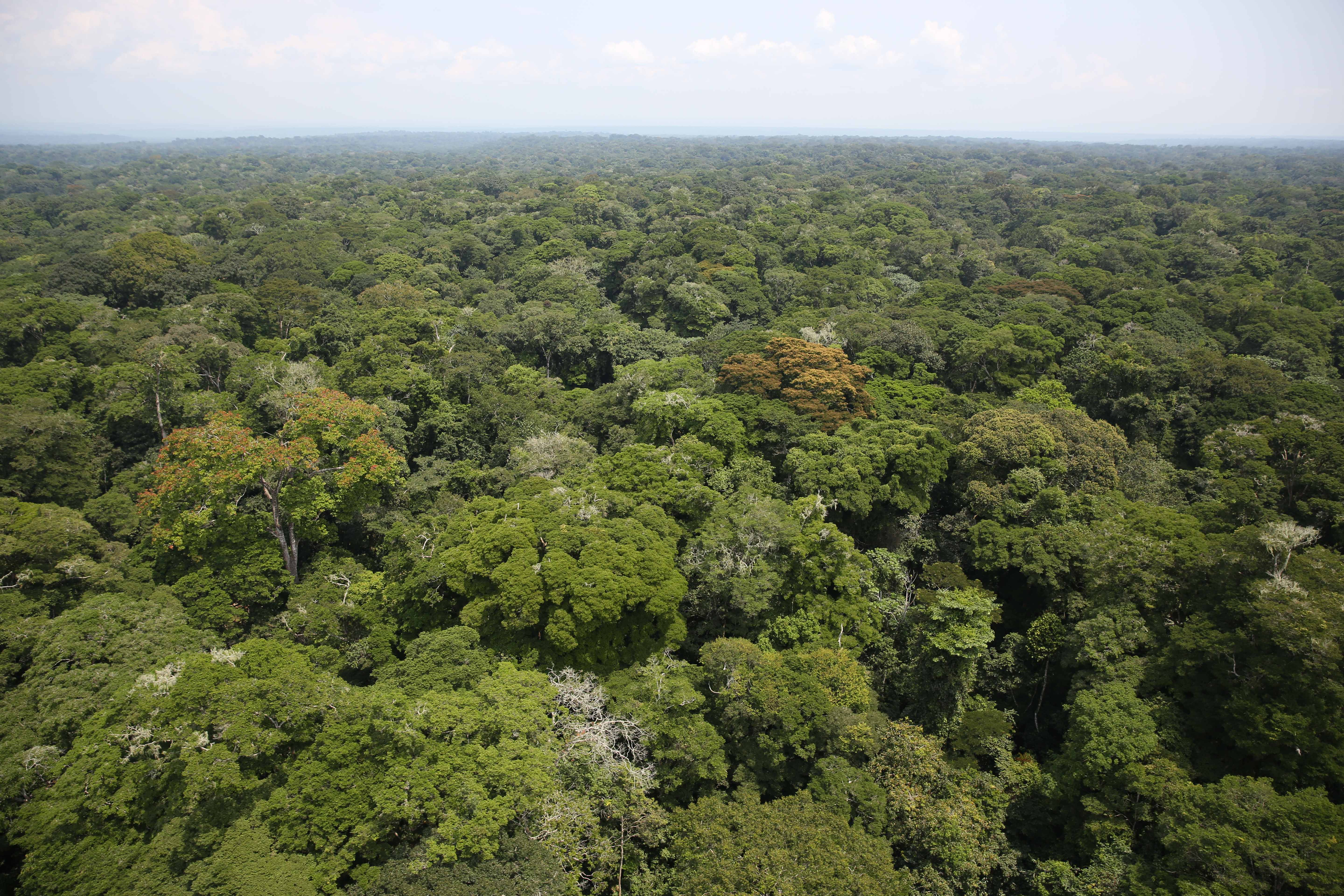
Foresta pluviale dell'Ituri

La foresta pluviale della RDC non è fitta come quella della Guinea. Le specie più diffuse sono gli alberi della cola, le palme da olio, varie specie di Ficus e di Coffea. Molto diradate sono le piante di legno pregiato come il mogano e l'ebano. La foresta pluviale si interrompe a sud per lasciare posto, sui rilievi, alla savana e alle steppe. La savana caratterizza anche i rilievi che circondano la depressione del bacino del Congo, sulle montagne occidentali si trovano tratti di foresta lungo il corso dei fiumi. Nella parte finale del Congo sono diffuse le mangrovie e le palme del genere Phoenix spinosa, nelle aree più interne è coltivata la palma da olio.

### Fauna

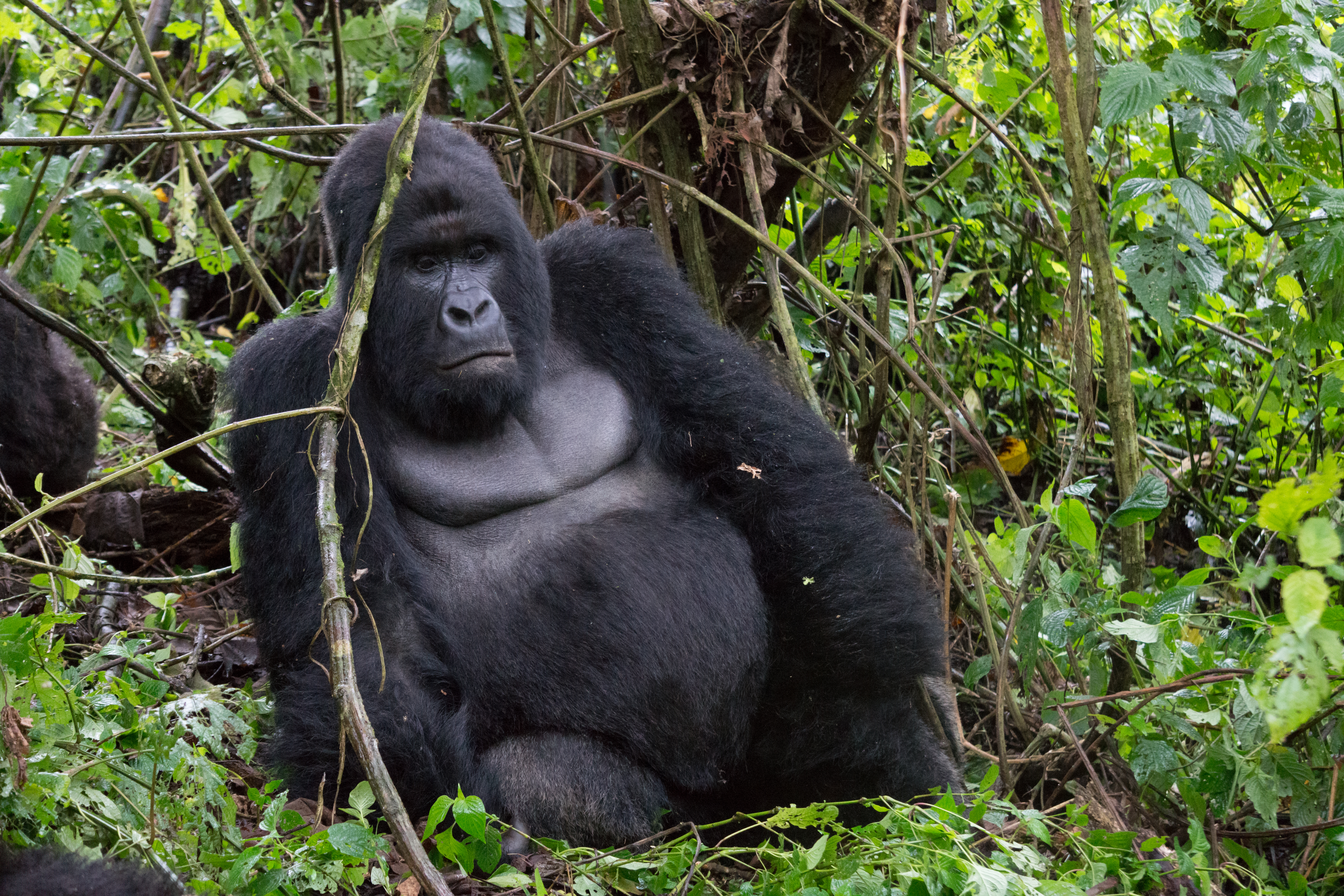
Parco nazionale dei Virunga

Particolarmente varia e abbondante è la fauna, tra cui si annovera il leone, l'elefante, il leopardo, lo scimpanzé, il gorilla, la rarissima specie dei bonobo, la giraffa, l'ippopotamo, la zebra, il bufalo e varie specie di rettili e di uccelli; numerosissimi gli insetti, molti dei quali portatori di malattie endemiche, come la mosca tse-tse e la zanzara Anopheles, che trasmette la malaria. Molte specie animali sono lentamente condotte verso l'estinzione, come per esempio l'okapi, un erbivoro originario dello Stato.

### Parchi nazionali
- Parco nazionale dei Virunga
- Parco nazionale del Lomami
- Parco nazionale di Garamba
- Parco nazionale di Kahuzi-Biega
- Parco nazionale di Salonga
- Parco nazionale Upemba
- Parco nazionale Maiko
- Parco nazionale Kundelungu
- Parco nazionale marino delle mangrovie

### Problemi ambientali
Le principali questioni ambientali della Repubblica Democratica del Congo includono:
- deforestazione che minaccia le popolazioni di animali selvatici
- inquinamento dell'acqua
- estrazione

I rifugiati sfollati causano o sono altrimenti responsabili di una significativa deforestazione, erosione del suolo e bracconaggio della fauna selvatica. Un altro problema significativo è il danno ambientale derivante dall'estrazione di minerali, in particolare diamanti, oro e coltan, un minerale utilizzato per la produzione di condensatori.
Deforestazione
570 000 ettari (0,2%) di foresta pluviale all'anno a causa della deforestazione, con la più alta quantità di deforestazione avvenuta tra il 2011 e il 2014. La deforestazione è la causa principale della riduzione della biodiversità e della perdita di specie a livello globale, attraverso la perdita e la frammentazione dell'habitat. Uno degli obiettivi dell'OSS 15 è ridurre la deforestazione e incoraggiare il rimboschimento entro il 2020. La RDC ha ottenuto un punteggio medio del Forest Landscape Integrity Index 2018 di 7,56/10, classificandosi al 36º posto a livello mondiale su 172 Paesi.
La più grande foresta pluviale d'Africa si trova nella RDC ed è costantemente minacciata dalle estrazioni delle materie prime, dall'agricoltura e dalle infrastrutture. Il 94% del legno estratto viene usato come combustibile legnoso.

## Sport

### Calcio
La nazionale di calcio della Repubblica Democratica del Congo ha ottenuto il titolo di campione in Coppa d'Africa nel 1968 e nel 1974. Riuscì a qualificarsi all'edizione del Campionato mondiale di calcio 1974 disputato nell'allora Germania Ovest; partecipò sotto il nome di Zaire e fu sorteggiata in un girone composto da Brasile, Jugoslavia e Scozia, tuttavia la squadra terminò ultima nel girone con 0 punti. Da allora la nazionale congolese non è riuscita più a qualificarsi a un'edizione del campionato mondiale.
Diversi giocatori congolesi e giocatori di origine congolese, fra cui gli attaccanti Romelu Lukaku, Yannick Bolasie e Dieumerci Mbokani, hanno guadagnato importanza nel calcio mondiale.

### Basket
A livello internazionale, il Paese è particolarmente famoso per i suoi giocatori di basket professionisti NBA. Dikembe Mutombo è uno dei migliori giocatori di basket africani ad aver mai giocato. Mutombo è ben noto per i progetti umanitari nel suo Paese d'origine. Bismack Biyombo, Christian Eyenga ed Emmanuel Mudiay sono altri che hanno ottenuto una significativa attenzione internazionale nel basket.
La Federazione di pallacanestro della Repubblica Democratica del Congo (Febaco) è l'organo di governo del basket maschile e femminile nella Repubblica Democratica del Congo. Febaco è un'affiliata di FIBA Africa e i suoi uffici si trovano a Kinshasa. Dal 2007 il suo presidente è Boni Mwawatadi.

### Rugby
Il rugby è uno sport minore ma in crescita nella RDC.
Il rugby nella Repubblica Democratica del Congo soffre di una serie di ostacoli, come la mancanza di buone reti di trasporto, infrastrutture generali, instabilità politica e guerra, e anche l'estrema povertà del Paese, il che significa che è difficile per lui mantenere un'adeguata struttura della lega nazionale. La Repubblica Democratica del Congo è un paese particolarmente grande, con i suoi 2 344 858 km² (il 12º più grande al mondo), ma la sua economia non riesce a sostenere il rugby professionistico.
Lo sport è incentrato sulla capitale, Kinshasa.
Come molti paesi africani, il legame storico con la Francia è una benedizione mista. Per diversi anni, i giocatori di rugby congolesi sarebbero andati a giocare in Francia, il che ha privato lo sport di qualsiasi vera competizione nella Repubblica Democratica del Congo.
L'unione nazionale è membro della Confederation of African Rugby, ma non dell'International Rugby Board.

### Giochi olimpici
La Repubblica Democratica del Congo ha partecipato per la prima volta ai giochi olimpici nel 1968, quando era conosciuta come Congo Kinshasa. La successiva apparizione olimpica fu sedici anni dopo, nel 1984, quando era conosciuta come Zaire. Da allora ha inviato atleti a competere in ogni Olimpiade estiva, ma non ha mai partecipato ai Giochi olimpici invernali. Ai Giochi del 2000, fu nuovamente designata Repubblica Democratica del Congo.
Tuttavia nessun atleta della Repubblica Democratica del Congo ha mai vinto una medaglia olimpica: è il secondo paese più popoloso al mondo senza medaglie olimpiche, dopo il Bangladesh.
Il Comitato Olimpico Nazionale per la Repubblica Democratica del Congo è stato creato nel 1963 e riconosciuto dal Comitato Olimpico Internazionale nel 1968.
Pugilato
Martin Bakole è un pugile professionista congolese, che vanta un record di 21 vittorie su 22 incontri disputati.